# Reto Delnon
Reto Delnon, švicarski hokejist, * 1. maj 1924, Švica, † 6. november 1983, Švica. 
Delnon je za švicarsko reprezentanco nastopil na olimpijskem hokejskem turnirju 1952, kjer je z reprezentanco osvojil peto mesto, ter več svetovnih prvenstvih, na katerih je osvojil tri bronaste medalje.